# Dvojcípá chlopeň

Diagram lidského srdce. Dvojcípá chlopeň („mitral valve“) se nachází mezi levou síní a levou komorou

Dvojcípá chlopeň (levá atrioventrikulární chlopeň – latinsky valva atrioventricularis sinistra, též mitrální chlopeň – latinsky valva mitralis či latinsky valva bicuspidalis) je srdeční cípatá chlopeň savců nacházející se mezi levou srdeční síní a levou komorou. Ptáci a plazi mají na stejném místě také chlopeň („levou atrioventrikulární“), ta však má často poněkud odlišnou stavbu (např. u ptáků mívá tři cípy atp.).

## Funkce
Dvojcípá chlopeň je střídavě v otevřeném a zavřeném stavu podle toho, v jaké fázi srdeční činnosti se srdce v daný okamžik nachází. Chlopeň je otevřená během diastoly, kdy skrz ní (z levé síně do levé komory) proudí okysličená krev. Během systoly, kdy je krev vypuzována z levé komory do aorty, je dvojcípá chlopeň uzavřena, aby nedocházelo k zpětnému toku krve zpět do levé síně. K uzavření dvojcípé chlopně dochází automaticky tím, že po stahu komory (během systoly) dochází k zpětnému toku krve směrem k síním. Tato krev naráží na cípy chlopně a vznikají kapsy, které se plní krví a vychlipují se směrem do síní. To způsobuje rychlé uzavření otvoru mezi cípy. Důležité jsou tzv. brdečkové svaly, které se upínají na cípy chlopně a zamezují, aby se cípy vlivem silného tlaku krve nevychlípily příliš. S plněním chlopní krví se tak zvyšuje jejich odpor, kapsy se přestanou zvětšovat a krev se odráží zpátky do komor. Tento prudký pohyb krve a s ním související vibrace okolních tkání je příčinou první srdeční ozvy (jenž může být zaznamenána fonendoskopem).
Naopak při diastole dochází k tomu, že se na chlopně tlačí krev z síňové strany, což způsobí jejich otevření.

## Anatomie člověka

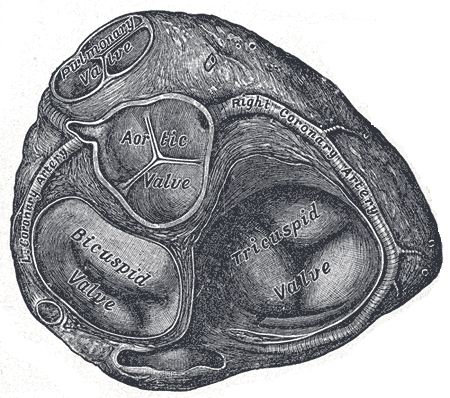
Lidské srdce v řezu mezi síněmi a komorami. Vyznačena je mimo jiné trojcípá (tricuspid valve) a dvojcípá (bicuspid valve) chlopeň

Jak název napovídá, dvojcípá chlopeň sestává ze dvou cípů (latinsky cuspides) – cuspis anterior a cuspis posterior. C. anterior je větší, trojúhelníkovitého nebo polokruhovitého tvaru. C. posterior je na bázi poněkud širší, ale jinak podobný.

## Poruchy
Pokud není chlopeň dostatečně těsná, krev se může během stahu komory vracet do síně. Pak hovoříme o mitrální regurgitaci (nedomykavosti). To způsobuje vážná kardiovaskulární onemocnění a v těžkých případech i úmrtí. Vada se však mnohdy dá napravit chirurgickým zákrokem. Druhým typem vady vyskytující se na této chlopni je mitrální stenóza (zúžení), kdy je krev protlačována přes překážku způsobenou zúžením. Terapie je stejná jako u nedomykavosti, tedy chirurgický zákrok.